# Awaken the Dreamers
Awaken The Dreamers è il terzo album in studio della band All Shall Perish,pubblicato dall'etichetta discografica Nuclear Blast il 16 settembre 2008.

## Tracce
1. When Life Meant More... – 3:01
2. Black Gold Reign – 4:37
3. Never...Again – 3:13
4. The Ones We Left Behind – 1:09
5. Awaken The Dreamers – 4:38
6. Memories of a Glass Sanctuary – 2:45
7. Stabbing To Purge Dissimulation – 2:38
8. Gagged,Bound,Shelved and Forgotten – 3:45
9. Until The End – 2:58
10. From So Far Away – 2:40
11. Misery's Introduction – 1:01
12. Songs For The Damned – 3:38